# 豊栄村 (京都府)
豊栄村（とよさかむら）は、かつて京都府竹野郡にあった村。現在の京丹後市丹後町中部の内陸部にあたる。

## 地理
- 山岳
  - 依遅ヶ尾山
- 河川
  - 竹野川
  - 宇川

## 歴史

### 村名の由来
近世の14（十四＝とよ）村が豊かに栄えることを願って、池田宏京都府知事が命名。

### 沿革
- 1925年（大正14年）12月1日 - 徳光村・八木村が合併して竹野郡豊栄村が発足。
- 1955年（昭和30年）2月1日 - 間人町・竹野村・上宇川村・下宇川村と合併して丹後町が発足。同日豊栄村廃止。
- 1968年（昭和43年）から1978年（昭和53年）にかけて、豊栄地区の栃谷（とちだに）、一段（いちだん）、力石（りきいし）、長谷（ながたに）、神主（こうぬし）の各集落が廃村となった[1]（丹後町の離村・廃村参照）。

## 教育
- 豊栄町立豊栄小学校
- 豊栄村立豊栄中学校